# 25 януари
25 януари е 25-ият ден в годината според григорианския календар. Остават 340 дни до края на годината (341 през високосна година).

## Събития
- 41 г. – Сенатът избира Клавдий за римски император.
- 1327 г. – 14-годишният Едуард III става крал на Англия, но страната се управлява от неговата майка – кралица Изабела Френска и нейният любовник.
- 1479 г. – С подписване на мирен договор в Константинопол е прекратена 15-годишната война между Венеция и Османската империя.
- 1554 г. – Основана е йезуитска мисия, около която по-късно се образува град Сао Пауло.
- 1755 г. – Основан е Московският университет.
- 1791 г. – В Канада са формирани две провинции: Горна Канада (Онтарио) и Долна Канада (Квебек).
- 1858 г. – За първи път е изпълнен Сватбения марш на Менделсон.
- 1878 г. – Руско-турска война (1877-1878): Руската армия освобождава Лозенград.
- 1879 г. – Основана е Българска народна банка.
- 1881 г. – В София е открита Държавна печатница.
- 1895 г. – Натуралният десятък в България е заменен с поземлен данък.
- 1901 г. – Съставено е двадесет и първото правителство на България, начело с Рачо Петров.
- 1902 г. – В Русия е отменено смъртното наказание.
- 1915 г. – Александър Бел провежда първият трансамерикански телефонен разговор – между Ню Йорк и Сан Франциско.

- 1919 г. – Страните от Антантата одобряват план за създаването на Общество на народите.
- 1919 г. – В Ню Йорк е открит най-големият хотел в света – Пенсилвания, с 2200 стаи.
- 1924 г. – В подножието на Монблан в Шамони (Франция) започват първите Зимни олимпийски игри.
- 1935 г. – С указ на цар Борис III е създадено Българско национално радио.
- 1942 г. – Втората световна война: Тайланд обявява война на САЩ и Великобритания.
- 1945 г. – В София е създаден Народен театър на младежта.
- 1947 г. – Американският гангстер Ал Капоне умира от сифилис.
- 1949 г. – В Израел се провеждат първите парламентарни избори.
- 1949 г. – Публикувано е съобщение за образуването на СИВ с участието на страните от социалистическия блок България, Полша, Румъния, СССР, Унгария и Чехословакия.
- 1959 г. – Започват редовни пътнически самолетни полети между САЩ и Европа.
- 1971 г. – Генерал Иди Амин завзема властта в Уганда чрез военен преврат и установява военна диктатура в страната за следващите осем години.
- 1980 г. – Американският кораб на въздушна възглавница SES-100B прави рекорд за военен плавателен съд, достигайки скорост 170 км/ч.
- 1981 г. – Бившият министър-председател на Китай Чан Чжунчжао и вдовицата на Мао Дзъдун са осъдени на смърт.
- 2004 г. – Опъртюнити каца на повърхността на Марс.
- 2010 г. – Полет 409 на „Етиопиън Еърлайнс“ се разбива в Средиземно море край бреговете на На'аме, Ливан и убивай 90 души.

## Родени
- 750 г. – Лъв IV, византийски император († 780 г.)
- 1627 г. – Робърт Бойл, английски физик и химик († 1691 г.)
- 1736 г. – Жозеф Луи Лагранж, френски математик и астроном († 1813 г.)
- 1759 г. – Робърт Бърнс, шотландски поет († 1796 г.)
- 1832 г. – Иван Шишкин, руски художник († 1898 г.)
- 1838 г. – Юлия Вревска, руска баронеса († 1878 г.)
- 1842 г. – Вилхелм Томсен, датски езиковед († 1927 г.)
- 1854 г. – Георги Златарски, български геолог († 1909 г.)
- 1856 г. – Фридрих Грюнангер, австрийски архитект († 1929 г.)
- 1858 г. – Симеон Ванков, български офицер († 1937 г.)
- 1865 г. – Елизавета Маврикиевна, Велика руска княгиня († 1927 г.)
- 1866 г. – Емил Вандервелд, белгийски политик († 1938 г.)
- 1870 г. – Жак Грюбер, френски художник и витражист († 1943 г.)
- 1874 г. – Съмърсет Моъм, британски белетрист и драматург († 1965 г.)
- 1882 г. – Вирджиния Улф, британска писателка († 1941 г.)
- 1886 г. – Вилхелм Фуртвенглер, германски диригент († 1954 г.)
- 1886 г. – Георги Занков, български революционер († 1949 г.)
- 1897 г. – Георги Железаров, български художник († 1982 г.)
- 1902 г. – Петър Панчевски, политик, български и съветски генерал († 1982 г.)
- 1908 г. – Никола Николов, български футболист († 1996 г.)
- 1909 г. – Иван Бонев, български партизанин († 1966 г.)
- 1912 г. – Атанас Маргаритов, български диригент († 1998 г.)
- 1917 г. – Иля Пригожин, белгийски физикохимик от руски произход, Нобелов лауреат през 1977 г. († 2003 г.)
- 1922 г. – Невена Тошева, български режисьор († 2013 г.)
- 1926 г. – Атанас Агура, български архитект († 2008 г.)
- 1928 г. – Едуард Шеварднадзе, президент на Грузия († 2014 г.)
- 1928 г. – Свобода Молерова, българска актриса († 2007 г.)
- 1930 г. – Таня Савичева, руска ученичка († 1944 г.)
- 1933 г. – Мария Корасон Акино, президентка на Филипините († 2009 г.)
- 1935 г. – Анастасия Костова, българска народна певица († 2010 г.)
- 1938 г. – Владимир Висоцки, руски поет, певец, актьор и писател († 1980 г.)
- 1938 г. – Ета Джеймс, американска певица († 2012 г.)
- 1942 г. – Еузебио, португалски футболист († 2014 г.)
- 1949 г. – Пол Нърс, британски биохимик, Нобелов лауреат през 2001 г.
- 1950 г. – Джон Тери, американски актьор
- 1958 г. – Алесандро Барико, италиански писател
- 1958 г. – Петко Драганов, български дипломат
- 1961 г. – Елке Шмитер, немска писателка
- 1969 г. – Румен Угрински, български актьор
- 1974 г. – Игор Миладинович, сръбски шахматист
- 1975 г. – Сергей Минаев, руски писател
- 1975 г. – Людмила Сланева, българска актриса, певица и писателка
- 1978 г. – Володимир Зеленски, украински актьор, шоумен, комик, режисьор и политик, президент на Украйна
- 1981 г. – Тоше Проески, македонски поп певец († 2007 г.)
- 1983 г. – Теодора Малчева, българска състезателка по ски бягане
- 1984 г. – Робиньо, бразилски футболист
- 1984 г. – Щефан Кислинг, германски футболист
- 1986 г. – Асани Лукимя-Мулонготи, конгоански футболист
- 1987 г. – Мария Кириленко, руска тенисистка

## Починали
- 389 г. – Свети Григорий Богослов
- 477 г. – Гейзерик, крал на вандалите (* ок. 389 г.)
- 844 г. – Григорий IV, римски папа (* ? г.)
- 1559 г. – Кристиан II, крал на Дания, Швеция и Норвегия (* 1481 г.)
- 1852 г. – Фадей Белингсхаузен, руски мореплавател и адмирал (* 1778 г.)
- 1893 г. – Григор Пърличев, български общественик (* 1830 г.)
- 1896 г. – Фредерик Лейтън, английски художник (* 1830 г.)
- 1900 г. – Николай Максимов, руски писател (* 1848 г.)
- 1908 г. – Михаил Чигорин, руски шахматист (* 1850 г.)
- 1925 г. – Александър Каулбарс, руски офицер (* 1844 г.)
- 1927 г. – Иван Милев, български художник (* 1897 г.)
- 1929 г. – Димитър Хаджииванов, български преводач
- 1947 г. – Ал Капоне, американски гангстер (* 1899 г.)
- 1950 г. – Дончо Лазаров, български революционер (* 1878 г.)
- 1951 г. – Сергей Вавилов, руски физик (* 1891 г.)
- 1954 г. – Дамян Велчев, български политик (* 1883 г.)
- 1982 г. – Михаил Суслов, съветски политик (* 1902 г.)
- 1990 г. – Ава Гарднър, американска актриса (* 1922 г.)
- 1995 г. – Ерих Хоф, австрийски футболист (* 1936 г.)
- 2000 г. – Симеон Пиронков, български композитор (* 1927 г.)
- 2000 г. – Стефан Кожухаров, български литературовед (* 1934 г.)
- 2005 г. – Филип Джонсън, американски архитект (* 1906 г.)
- 2006 г. – Ангел Ценов, български футболист (* 1947 г.)
- 2012 г. – Коста Цонев, български актьор (* 1929 г.)

## Празници
- Световен ден на средствата за масова информация
- Православна църква – Св. Григорий Богослов
- България – Ден на българското радио
- Русия – Ден на Света Татяна и празник на руските студенти (по повод основаването на Московския университет, стар стил)
- Шотландия – Ден на Бърнс